# Echeveria vanvlietii
Echeveria vanvlietii là một loài thực vật có hoa trong họ Crassulaceae. Loài này được Keppel miêu tả khoa học đầu tiên năm 1969.